# Diporiphora superba
Diporiphora superba är en ödleart som beskrevs av  Storr 1974. Diporiphora superba ingår i släktet Diporiphora och familjen agamer. Inga underarter finns listade i Catalogue of Life.